# El Romeral
El Romeral ist eine spanische Gemeinde  (municipio) in der Provinz Toledo der Autonomen Region Kastilien-La Mancha. 2024 hatte die Gemeinde 541 Einwohner. Die Gemeindefläche beträgt 78,92 km².

## Lage
El Romeral liegt etwa 55 Kilometer ostsüdöstlich von Toledo in einer Höhe von ca. 620 m. Durch die Gemeinde führt die Autovía A-4.

## Bevölkerungsentwicklung
| Jahr      | 1900  | 1910  | 1920  | 1930  | 1940  | 1950  | 1960  | 1970  | 1981  | 1991  | 2001 | 2011 | 2021 |
| --------- | ----- | ----- | ----- | ----- | ----- | ----- | ----- | ----- | ----- | ----- | ---- | ---- | ---- |
| Einwohner | 2.292 | 2.477 | 2.607 | 3.006 | 2.706 | 2.920 | 2.686 | 2.030 | 1.327 | 1.002 | 857  | 741  | 568  |

## Sehenswürdigkeiten
- Kirche Mariä Himmelfahrt (Iglesia de Nuestra Señora de la Asunción)
- Kapelle der Unbefleckten Empfängnis
- Sebastianuskapelle
- Christuskapelle
- Windmühlen

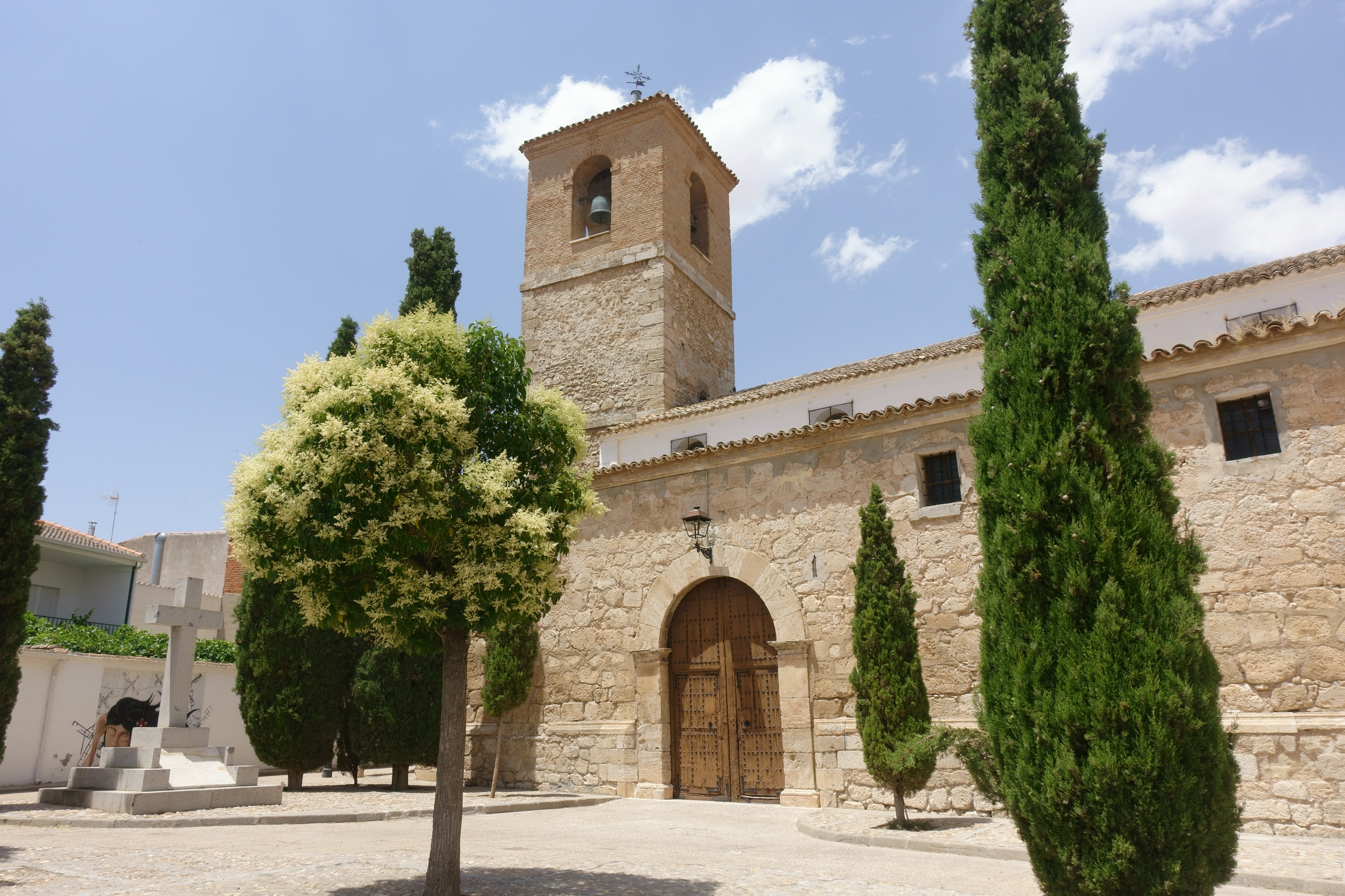
Kirche Mariä Himmelfahrt
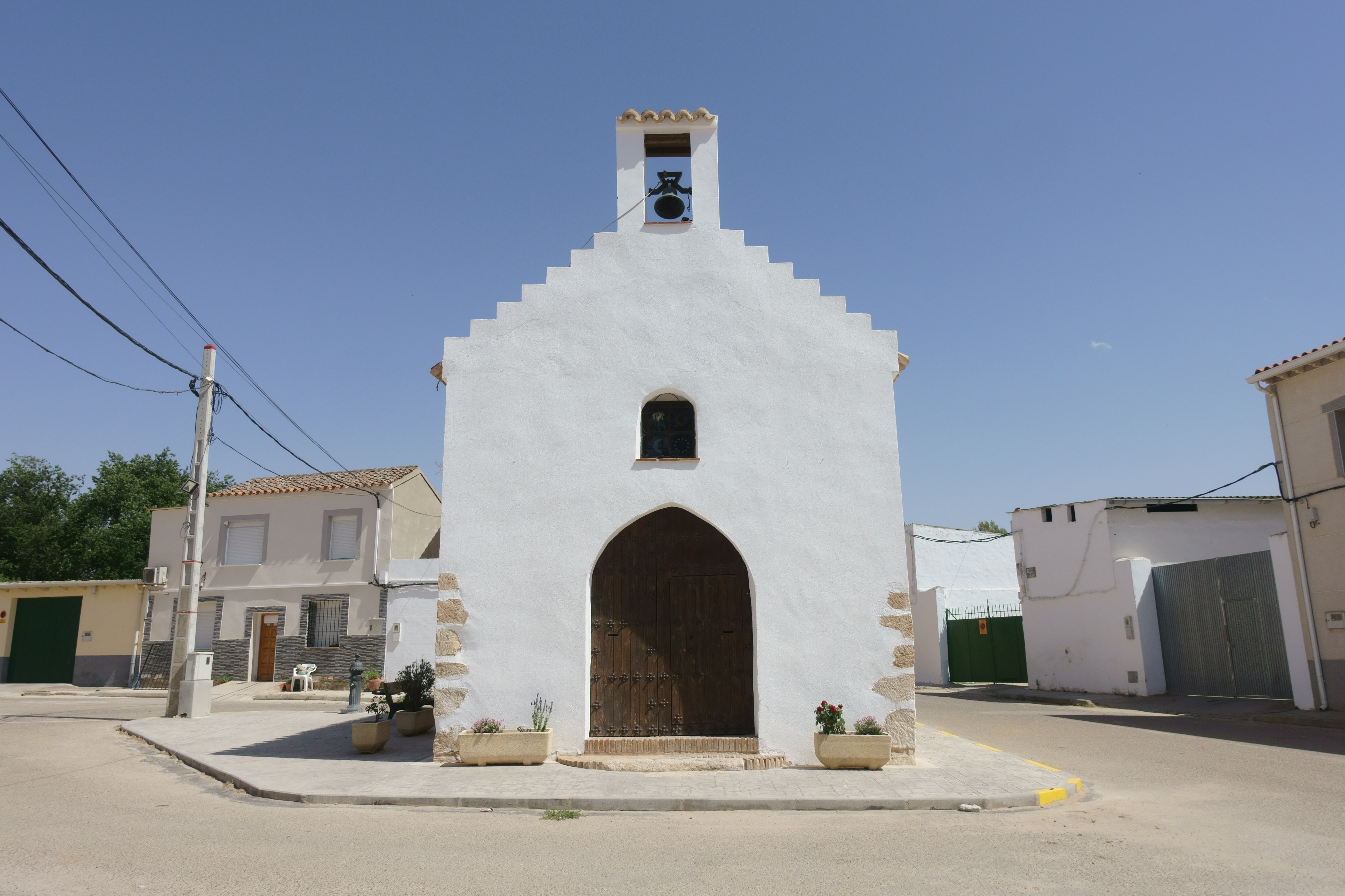
Kapelle der Unbefleckten Empfängnis
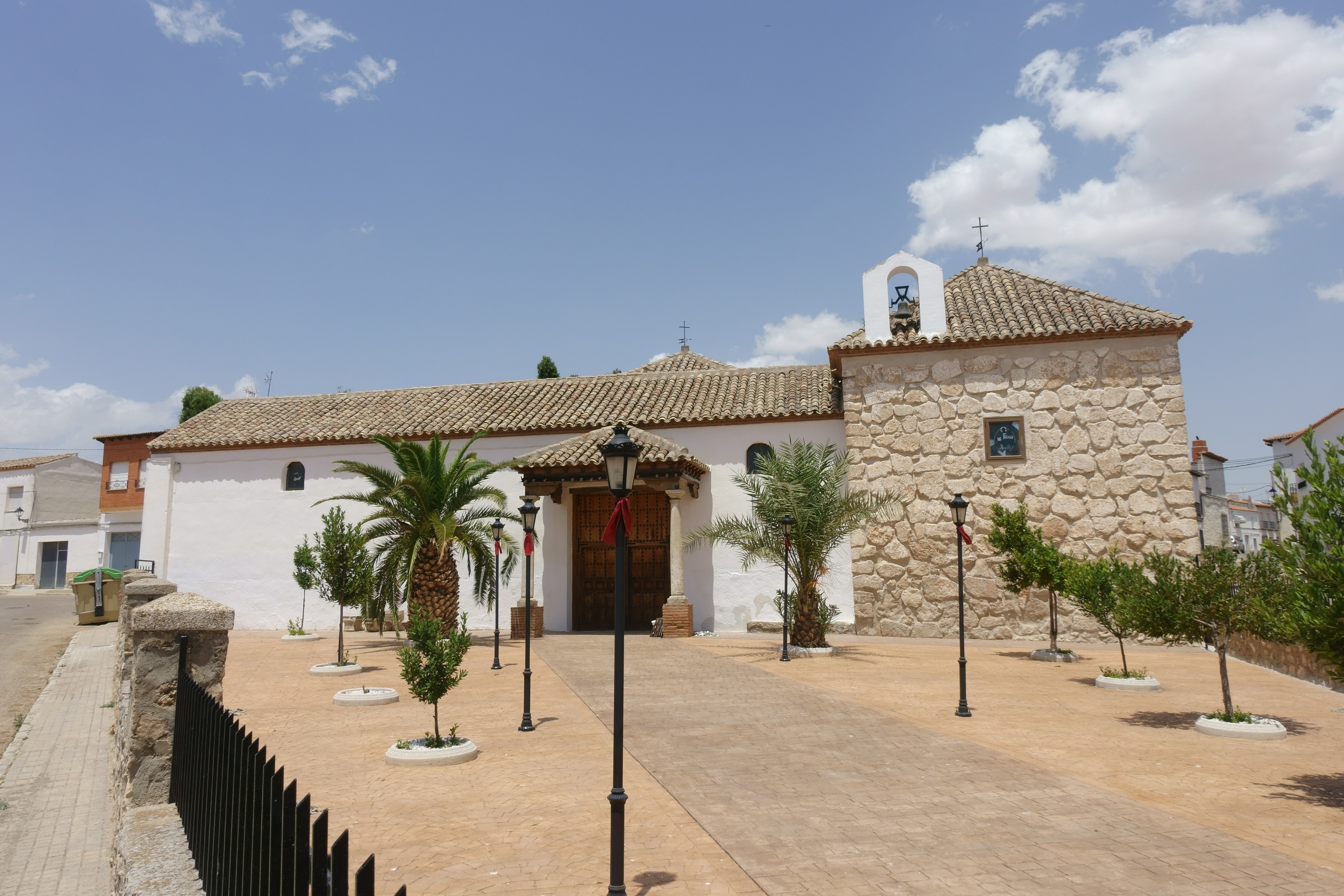
Sebastianuskapelle
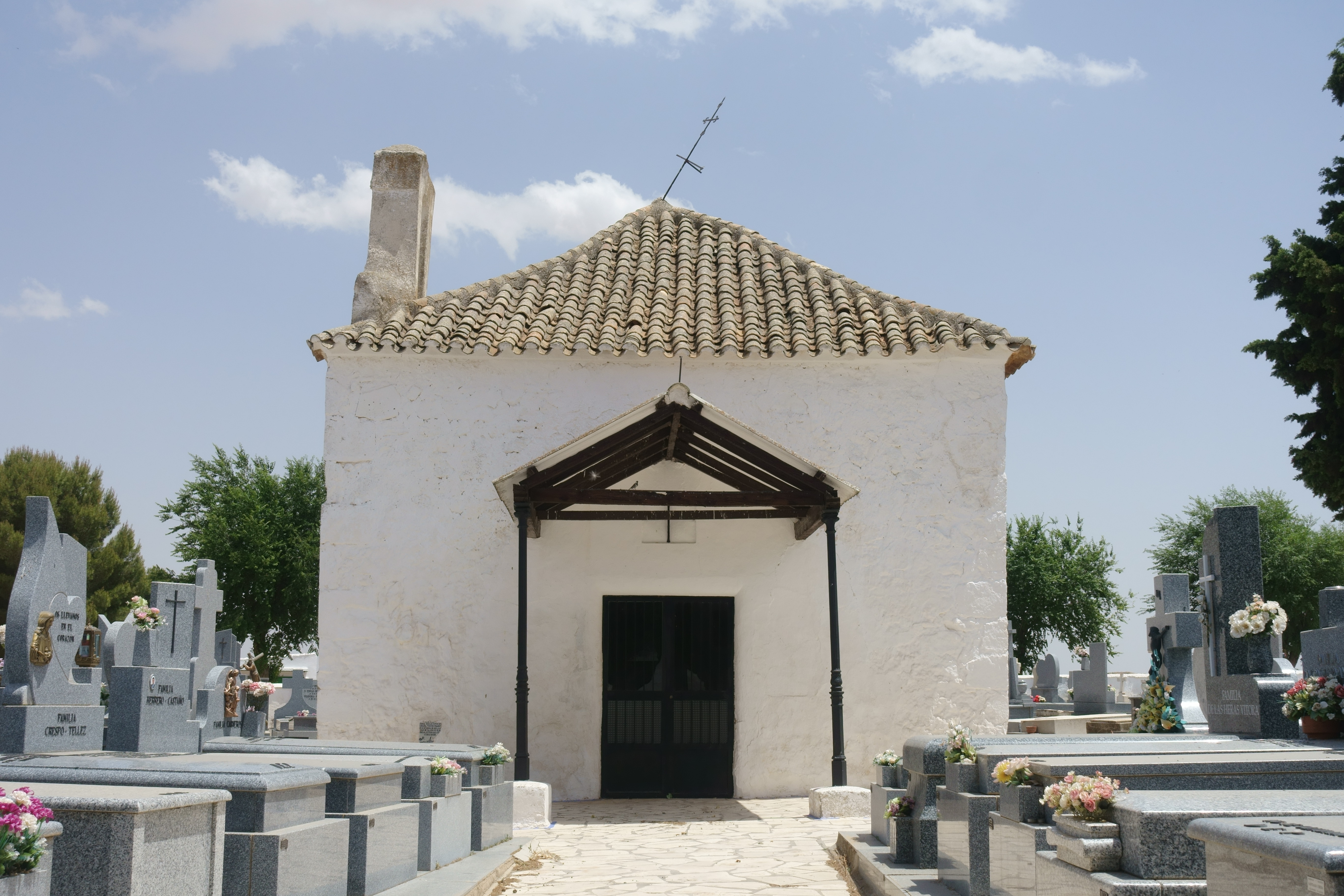
Christuskapelle
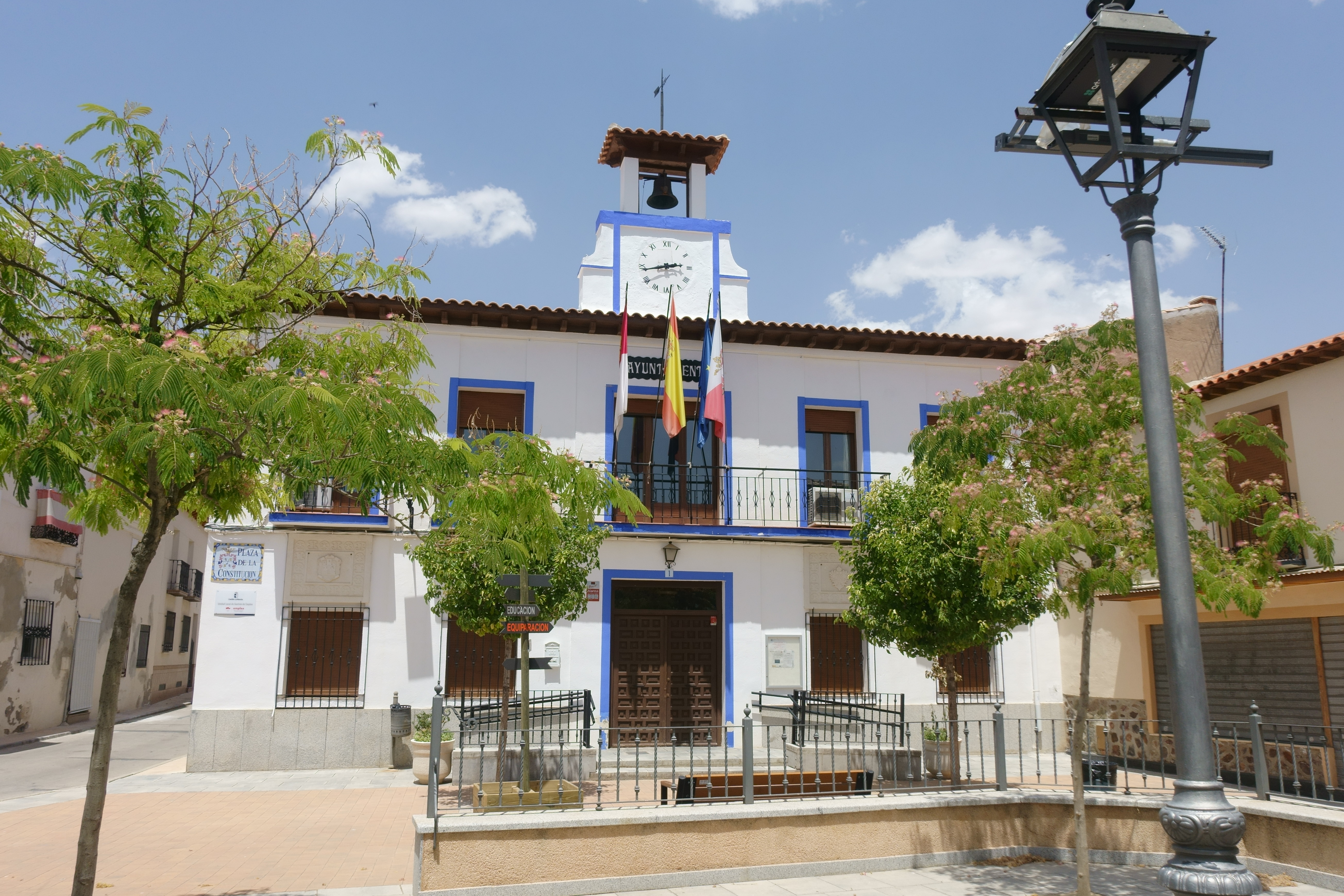
Rathaus